# قصب السكر المخطط
قصب السكر المخطط (الاسم العلمي: Saccharum strictum) هو نوع من النباتات يتبع جنس قصب السكر من الفصيلة النجيلية.